# Apamea lignea
Apamea lignea là một loài bướm đêm trong họ Noctuidae.